# Tomás Romero Pereira (Politiker)

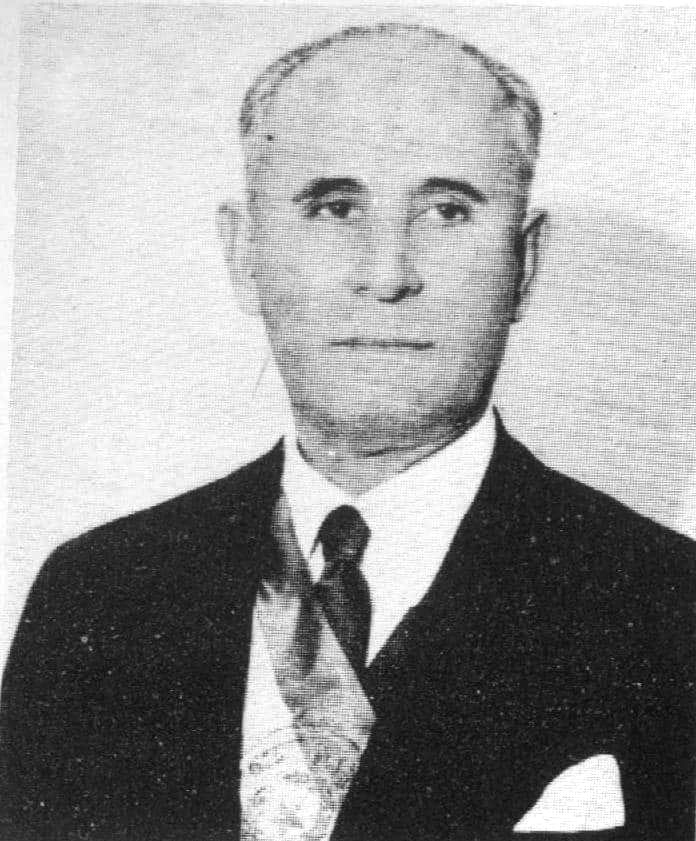
Tomás Romero Pereira (1954)

Tomás Romero Pereira (* 4. Oktober 1886; † 12. August 1982) war vom 8. Mai 1954 bis zum 15. August 1954 Präsident von Paraguay.

## Leben
Ein Stipendium ermöglichte Tomás Romero Pereira den Besuch der Militärakademie in Buenos Aires. Danach studierte er an der Universidad Nacional de La Plata in Buenos Aires Architektur (bis 1914); ein Aufbaustudium in Paris schloss sich an. Infolgedessen wurde er Botschafter seines Landes in Frankreich. Nach seiner Rückkehr nach Paraguay arbeitete er als Architekt in Asunción und leitete das dortige Amt für Öffentliche Bauten. Zugleich war er politisch tätig, zeitweise als Vorsitzender der Colorado-Partei. Während des Chaco-Krieges diente er als Offizier.
Romero kam infolge eines von Alfredo Stroessner angeführten Militärputsches an die Macht. Der Putsch begann am 4. Mai 1954 und dauerte drei Tage. Romero war ein Kompromisskandidat zwischen den Putschisten und der Colorado-Partei, die offiziell die Macht innehatte. Er trat das Amt des Präsidenten am 8. Mai 1954 an. Am 11. Juli 1954 fand eine Wahl mit Alfredo Stroessner als einzigem Kandidaten statt. Am 15. August 1954 übergab Romero sein Amt an Stroessner, danach bekleidete er noch weitere Ämter als Senator und Minister.
Der Distrikt Tomás Romero Pereira im Südosten Paraguays ist nach dem einstigen Präsidenten benannt.
| Vorgänger       | Amt                                               | Nachfolger         |
| --------------- | ------------------------------------------------- | ------------------ |
| Federico Chaves | Präsident Paraguays 8. Mai 1954 – 15. August 1954 | Alfredo Stroessner |

| Personendaten    | Personendaten                                    |
| ---------------- | ------------------------------------------------ |
| NAME             | Romero Pereira, Tomás                            |
| KURZBESCHREIBUNG | paraguayischer Politiker, Präsident von Paraguay |
| GEBURTSDATUM     | 4. Oktober 1886                                  |
| STERBEDATUM      | 12. August 1982                                  |